# Rosedale (Queens)
Pour les articles homonymes, voir Rosedale.
Rosedale  est un quartier de la municipalité de New York, situé au cœur de l'arrondissement du Queens.

## Démographie
Composition ethno-raciale en 2010, :
- Blancs non hispaniques (5,3 %)
- Hispaniques et Latinos (9,3 %)
- Asiatiques (2,2 %)
- Noirs (79,9 %)
- Métis (1,9 %)
- Autres (1,3 %)